# معركة الرأس الأحمر
معركة الرأس الأحمر هي معركة وقعت بين المجاهدين الليبين وقوات الاحتلال الإيطالي لليبيا في 14 أبريل 1922 في الزاوية
بقيادة المجاهد فرحات الزاوي و عبد الله تامسكت
اثر اندلاع حركة المقاومة في المنطقة الغربية لليبيا عقب استئناف الإيطاليين للعمل الحربي ونزولهم بقصر أحمد في يناير 1922. قام المجاهدون بتركيز قواهم في المنطقة الغربية, وضربوا حصارا حول الحامية الإيطالية في العزيزية, كما قاموا بقطع خطوط السكة الحديدية الواصلة بين طرابلس والزاوية, وطرابلس والعزيزية .
وفي نطاق هذه الحملة شن المجاهدون هجوما على الحامية الإيطالية في الرأس الأحمر بالزاوية يوم 14 أبريل 1922. ونشبت معركة بالموقع اضطر فيها الإيطاليون الي الاستنجاد بالسفينة الحربية (روما) لضرب منطقة القتال بالزاوية وتأمين سلامة الحامية وتكوين حصن عائم لإنقاذها عند الخطر.